# Gösta Lilja
Gösta Lilja, född Gustaf Lilja, född den 30 mars 1922 i Hultsfreds församling, Småland, död 2004 i Ystad, var en svensk konsthistoriker, museiman och målare.

## Biografi
Lilja var chef för Norrköpings konstmuseum 1958–1969 och blev därefter överintendent vid Liljevalchs konsthall.
Lilja har framför allt forskat i svenskt 1900-talsmåleri. Han disputerade för doktorsgraden och blev docent 1955 på en avhandling som blev normgivande för kommande generationers forskare. Den fick titeln Det moderna måleriet i svensk kritik 1905–1914 och behandlar den viktiga perioden från Konstnärsförbundets slutskede till expressionismens genombrott.